# Condado de Nemaha (Nebraska)
El condado de Nemaha (en inglés: Nemaha County), fundado en 1855, es un condado del estado estadounidense de Nebraska. En el año 2000 tenía una población de 7.576 habitantes con una densidad de población de 7 personas por km². La sede del condado es Auburn.

## Geografía
Según la oficina del censo el condado tiene una superficie total de 1067 km² (412 mi²), de los que 1059 km² (408,9 mi²) son tierra y 7 km² (2,7 mi²) (0,63%) son agua.

## Condados adyacentes
- Condado de Otoe - norte
- Condado de Atchison - este
- Condado de Holt - sureste
- Condado de Richardson - sur
- Condado de Pawnee - suroeste
- Condado de Johnson - oeste

## Demografía
Según el 2000 la renta per cápita media de los habitantes del condado era de 32.588 dólares y el ingreso medio de una familia era de 43.780 dólares. En el año 2000 los hombres tenían unos ingresos anuales 30.956 dólares frente a los 19.263 dólares que percibían las mujeres. El ingreso por habitante era de 17.004 dólares y alrededor de un 12.60% de la población estaba bajo el umbral de pobreza nacional.

## Ciudades y pueblos
- Auburn
- Brock
- Brownville
- Johnson
- Julian
- Nemaha
- Peru[3]